# Pathai Baracsi János
Pathai Baracsi János (Dunapataj, 1623 – Dunapataj, 1729. június 16.) református lelkész, a Dunamelléki Református Egyházkerület püspöke 1691-től haláláig.

## Élete
Tanult Nagyváradon, majd 1654-ben rektor volt Kecskeméten. Azután lelkészi működést folytatott, éspedig 1671-ig ismeretlen helyen, ettől fogva Alsónémediben, 1684-től Kunszentmiklóson, 1695 tájától Dunapatajon, 1704-től Cegléden, 1708-tól Ráckevén, 1711-től Dömsödön. Miután 1725-ben felhagyott a papsággal, fiához költözött Dunapatajra s ott halt meg. A pesti egyházmegyének 1675 tájától 1684-ig esperese, az alsódunamelléki egyházkerületnek 1691-től haláláig püspöke volt. 106 éves korában hunyt el 1729-ben.
Műve: Tánc felboncolása (Prédikáció). (Debrecen, 1683.) Magyar verset írt a „Sűrű siralmakkal rakott jajhalom” (1707) c. hosszú vers mellé.